# Eptatretus mcconnaugheyi
Eptatretus mcconnaugheyi – gatunek bezszczękowca z rodziny śluzicowatych. 

## Zasięg występowania
Zach. Pacyfik. Południowa Kalifornia i Zatoka Kalifornijska.

## Cechy morfologiczne
Osiąga 47 cm długości. 

## Biologia i ekologia
Występuje na głębokości 43–415 m.